# Mount Waialeale
Waialeale är en vulkan på ön Kauai som tillhör Hawaiiöarna.
Bergets högsta topp ligger 1569 meter över havet. Den ligger hela året gömd i moln och vulkanens sluttningar har en lutning av cirka 110 procent. I vanligt fall träffar passadvinden bergets nordöstra sida. Platsen har i genomsnitt 350 regndagar per år, vilket är flest i världen. Den genomsnittliga årsnederbörden ligger vid 12 000 mm. Året 1982 registrerades nästan 17 000 mm. Vulkanens namn på hawaiiska är därför "flödande vatten". Vid bergets topp börjar flera mindre vattendrag som har många vattenfall och några bildar öns fyra floder.
Vulkanen och hela ön bildades uppskattningsvis för 5,6 miljoner år sedan. Bergets diameter uppskattas med 16 till 19 km. På grund av lava, het aska och den täta växtligheten blev bergets kaldera aldrig undersökt. Under ett av de senaste utbrotten vid sydvästra sidan nådde lavan fram till havet. För 1,5 miljoner år sedan ägde ett utbrott rum som skapade den breda dalgången Lihue.